# ويليام ويلفريد كامبل
ويليام ويلفريد كامبل هو مؤلف وكاتب وشاعر كندي، ولد في 15 يونيو 1860 في نيوماركت في كندا، وتوفي في 1918 في أوتاوا في كندا.

## وصلات خارجية
- ويليام ويلفريد كامبل على موقع الموسوعة البريطانية (الإنجليزية)